# Agnes Pardaens
Agnes Pardaens, född 9 oktober 1956, är en friidrottare från Belgien. Hon deltog vid olympiska sommarspelen 1988.